# Jacques Desagneaux
Jacques Louis Gabriel Desagneaux, né le 18 février 1905 à Vincennes et mort le 10 mars 1989 à Esbly, est un monteur et réalisateur français.
Il est le frère de l'acteur Lucien Desagneaux (1907-1976).

## Biographie
Hormis une réalisation de 1932 (Mise en plis, avec Philippe Richard et Raymond Dandy), Jacques Desagneaux exerce principalement comme monteur, sur plus de soixante-dix films (majoritairement français, plus des coproductions et un film italien), les deux premiers sortis en 1930.
En particulier, il collabore souvent avec Christian-Jaque, depuis La Symphonie fantastique (1942, avec Jean-Louis Barrault personnifiant Hector Berlioz et Renée Saint-Cyr) jusqu'à son dernier film sorti en 1967, Deux billets pour Mexico (coproduction avec Peter Lawford et Ira von Fürstenberg). Au nombre des vingt-huit autres films du tandem, citons Boule de Suif (1945, avec Micheline Presle et Louis Salou), Fanfan la Tulipe (1952, avec Gérard Philipe et Gina Lollobrigida) et Les Bonnes Causes (1963, avec Pierre Brasseur, Marina Vlady et Bourvil).
Parmi les autres réalisateurs avec lesquels Jacques Desagneaux travaille, mentionnons Jean Boyer (quatre films, dont Sénéchal le magnifique en 1957, avec Fernandel et Nadia Gray), Léon Mathot (cinq films, dont Aloha, le chant des îles en 1937, avec Jean Murat et Danièle Parola), Fernand Rivers (huit films, dont Berlingot et compagnie en 1939, avec Fernandel, Fernand Charpin et Suzy Prim), ou encore René Sti (trois films, dont La Porteuse de pain en 1934, avec Germaine Dermoz et Fernandel).
Il est parfois confondu avec son frère l'acteur Lucien Desagneaux.

## Filmographie[3]
(films français, sauf mention contraire ou complémentaire)

### Comme monteur
- 1930 : Cendrillon de Paris de Jean Hémard
- 1930 : Jimmy de Jean Benoît-Lévy et Marie Epstein
- 1931 : Coquecigrole d'André Berthomieu
- 1931 : Le Monsieur de minuit d'Harry Lachman
- 1931 : Mon ami Victor d'André Berthomieu
- 1932 : Aux urnes, citoyens ! de Jean Hémard
- 1932 : Un coup de téléphone de Georges Lacombe
- 1932 : Panurge de Michel Bernheim
- 1932 : Il a été perdu une mariée de Léo Joannon
- 1932 : Barranco, Ltd ou Barranco d'André Berthomieu
- 1933 : La Femme invisible de Georges Lacombe
- 1934 : La Porteuse de pain de René Sti
- 1934 : L'Aristo d'André Berthomieu
- 1934 : Le Bossu de René Sti
- 1935 : Le Chemineau de Fernand Rivers
- 1935 : La Mascotte de Léon Mathot
- 1935 : Ferdinand le noceur de René Sti
- 1936 : Bichon de Fernand Rivers
- 1936 : Les Loups entre eux de Léon Mathot
- 1936 : Les Deux Gosses de Fernand Rivers
- 1937 : Aloha, le chant des îles de Léon Mathot
- 1937 : L'Homme à abattre de Léon Mathot
- 1937 : L'Ange du foyer de Léon Mathot
- 1938 : Quatre Heures du matin de Fernand Rivers
- 1938 : La Présidente de Fernand Rivers
- 1938 : La Goualeuse de Fernand Rivers
- 1939 : Berlingot et compagnie de Fernand Rivers
- 1941 : Notre-Dame de la Mouise de Robert Péguy
- 1941 : L'Embuscade de Fernand Rivers
- 1941 : Ne bougez plus de Pierre Caron
- 1942 : La Symphonie fantastique de Christian-Jaque
- 1943 : Voyage sans espoir de Christian-Jaque
- 1944 : Le Diable au collège (Il diavolo va in collegio) de Jean Boyer (film italien)
- 1945 : Sortilèges de Christian-Jaque
- 1945 : Carmen de Christian-Jaque (film franco-italien)
- 1945 : Boule de Suif de Christian-Jaque
- 1946 : La Bataille du rail de René Clément
- 1946 : Un revenant de Christian-Jaque
- 1947 : Voyage Surprise de Pierre Prévert
- 1947 : Torrents de Serge de Poligny
- 1948 : La Chartreuse de Parme de Christian-Jaque (film franco-italien)
- 1948 : D'homme à hommes de Christian-Jaque
- 1949 : Tous les chemins mènent à Rome de Jean Boyer
- 1949 : Singoalla de Christian-Jaque
- 1950 : Souvenirs perdus, film à sketches de Christian-Jaque
- 1951 : Barbe-Bleue de Christian-Jaque
- 1952 : Adorables Créatures de Christian-Jaque
- 1952 : Fanfan la Tulipe de Christian-Jaque
- 1953 : Lucrèce Borgia de Christian-Jaque (film franco-italien)
- 1953 : Deux de l'escadrille de Maurice Labro
- 1954 : Madame du Barry de Christian-Jaque (film franco-italien)
- 1954 : Destinées, film à sketches, segment Lysistrata de Christian-Jaque (film franco-italien)
- 1955 : Nana de Christian-Jaque (film franco-italien)
- 1956 : Si tous les gars du monde de Christian-Jaque
- 1957 : Mademoiselle et son gang de Jean Boyer
- 1957 : Nathalie de Christian-Jaque (film franco-italien)
- 1957 : Adorables Démons de Maurice Cloche
- 1957 : La Loi, c'est la loi (La legge è legge) de Christian-Jaque (film franco-italien)
- 1957 : Sénéchal le magnifique de Jean Boyer
- 1959 : Babette s'en va-t-en guerre de Christian-Jaque
- 1959 : Le Gendarme de Champignol de Jean Bastia
- 1960 : La Française et l'Amour, film à sketches, segment Le Divorce de Christian-Jaque
- 1960 : Certains l'aiment froide de Jean Bastia
- 1960 : Les portes claquent de Jacques Poitrenaud et Michel Fermaud
- 1961 : Le Président d'Henri Verneuil
- 1961 : Madame Sans-Gêne de Christian-Jaque (film franco-italo-espagnol)
- 1961 : Les Amours de Paris de Jacques Poitrenaud
- 1961 : Dynamite Jack de Jean Bastia
- 1962 : Le Gentleman d'Epsom de Gilles Grangier
- 1963 : Les Bonnes Causes de Christian-Jaque (film franco-italien)
- 1964 : Le Repas des fauves de Christian-Jaque
- 1964 : La Tulipe noire de Christian-Jaque
- 1965 : Le Gentleman de Cocody de Christian-Jaque (film franco-italien)
- 1966 : La Seconde Vérité de Christian-Jaque
- 1966 : Le Saint prend l'affût de Christian-Jaque (film franco-italien)
- 1967 : Deux billets pour Mexico de Christian-Jaque (film franco-italo-germano-américain)

### Comme réalisateur
- 1932 : Mise en plis